# Jean-Philippe Florent
Jean-Philippe Florent (30 mei 1977) is een Belgisch politicus voor Ecolo.

## Levensloop
Florent behaalde in 1999 een master in de journalistiek aan het IHECS in Brussel en in 2003 een master internationale politiek aan de ULB.
In 1999 werkte hij enkele maanden als freelance journalist voor TV Lux, waarna hij van 2000 tot 2006 projectleider was bij de Waalse arbeidsbemiddelaar Forem in Charleroi. Vervolgens werd hij voor zeven maanden assistent-cameraman bij Itesa Producciones in Spanje en van 2007 tot 2008 communicatieagent bij het Europees Agentschap voor Veiligheid, Gezondheid en Werk in Bilbao. Van 2008 tot 2009 was Florent financieel assistent bij de Europese Commissie en van 2009 tot 2012 communicatie-assistent bij het Europees Hof van Justitie in Luxemburg. Van 2012 tot 2019 was hij Web Publisher bij de communicatiedienst van de Europese Commissie.
Van 2012 tot 2019 was Florent voor Ecolo provincieraadslid van Luxemburg. Ook werd hij co-voorzitter van de Luxemburgse Ecolo-afdeling. 
Bij de verkiezingen van mei 2019 werd hij voor de partij verkozen tot lid van het Waals Parlement en het Parlement van de Franse Gemeenschap. Hij werd daarmee de eerste Luxemburgse Ecolo-verkozene in deze parlementen. Als parlementslid verdiepte hij zich in de dossiers gelieerd aan landbouw, klimaat, biodiversiteit en bossen, onderwijs, gezondheid, mobiliteit en bestuurszaken. Van 2019 tot 2024 zetelde hij eveneens in de Raadgevende Interparlementaire Beneluxraad. Bij de Waalse verkiezingen van juni 2024 werd Jean-Philippe Florent niet herkozen.